# Синдром «Омега» (фільм)
Синдро́м «Оме́га» (англ. Omega Syndrome) — американський бойовик 1986 року.

## Сюжет
Журналіст газети Лос-Анджелеса Джек Корбетт, який захоплюється спиртним, отримує інформацію про існування секретної воєнізованої організації «Омега», члени якої борються із засиллям в США євреїв, азійців, негрів і вихідців з Латинської Америки. Дружина Корбетта померла, а його єдина дочка Джессі живе з дідусем і бабусею. Один раз на місяць Корберт має право взяти Джессі на вихідні. В один з таких днів Корбетт заходить разом з Джессі в магазин, на який в цей момент здійснюють напад бійці «Омеги». Ховаючись від переслідування, вони беруть в заручниці Джесі. Поліція починає пошуки дівчинки, але вони не дають результатів. Зрештою, бачачи безсилля поліції, Корбетт вирішує взяти ситуацію у свої руки й особисто вирушити на пошуки дочки.

## У ролях
- Кен Вол — Джек Корбетт
- Джордж ДіЧенцо — Філадельфії «Філ» Хортон
- Ксандер Берклі — Йо-Йо
- Ніколь Еггерт — Джессі Корбетт
- Рон Кульман — Карл
- Білл Морі — доктор Ллойд Пірсон
- Роберт Грей
- Колм Міні — Шон
- Боб Цудікер
- Аль Вайт — сержант Карлайл
- Даг МакКлер — детектив Мілнор
- Патті Тіппо — Саллі
- Роберт Кім — детектив ЛО
- Перла Волтерr — іспанська леді
- Джон Лісбон Вуд — Террі
- Річард Е. Батлер — доктор Мур
- Джордж Фішер — Данлеп
- Лен Гласкоу — пара вбиті на вулиці
- Джанет Брейді — пара вбиті на вулиці
- Крістофер Дойл — Леонард Ваксман
- Док Дуейм — Френк
- Дік Ворлок — маршал 1
- Едвард Дж. Ульріх — маршал 2
- Спіро Разатос — маршал 3
- Томас Розалес мол. — Фредо